# Viega
Viega — компания по производству инженерного оборудования и сантехнической арматуры. В компании работает более 3500 сотрудников по всему миру. Головной офис Viega GmbH & Co. KG расположен в городе Аттендорн (Германия). Производственные мощности расположены в Германии на заводах в Ленненштадте, в Аттендорне, в тюрингском Гросхерингене и баварском Нидервинклинге. Пятый завод расположен в США, но он выпускает продукцию только для американского рынка. В группу Viega также входит компания Oblamatik AG (Швейцария).

## История
Франц-Ансельм Вигенер основал компанию Viega в 1899 году в городе Аттендорне. Первой продукцией была арматура из латуни, которая продавалась близлежащим пивоварням и гостиницам. С 1910 началось производство продукции для санитарных и отопительных установок. В 1963 году открывается первое отраслевое предприятие в Аттендорн-Эннест. В 1992 году в Гросхерингене (Тюрингия) открывается четвёртое отраслевое предприятие Viega по производству систем трубопроводов. В 2004 году Viega выкупает предприятие Отто Дингеркус, основанное в Аттендорне. В 2006 году Viega выкупает американское предприятие Vanguard. В этом же году новый центр производства в Аттендорн-Эннест сдается в эксплуатацию. В феврале 2007 компания gabo Systemtechnik находящаяся в Нидервинклинге (Бавария) становится частью компании Viega. В 2011 году происходит присоединение компании Oblamatik AG (Швейцария).

## Продукция
Всего ассортимент Viega насчитывает около 17 000 наименований продукции, которые используются при строительстве жилых и промышленных зданий, в сетях городского хозяйства, а также в судостроении. В 1995 году компания представила на рынке первую пресс-систему для соединения медных труб Profipress. На сегодняшний день компания предлагает пресс-системы, изготовленные из различных материалов, таких как медь, бронза, нержавеющая сталь и полимерный пластик. Это обеспечивает широкое применение в системах хозяйственно-питьевого водоснабжения, газопроводов, системах отопления, в гелиотехнике, промышленности и судостроении. На российском рынке представлены следующие пресс-системы Viega: Profipress, Profipress G, Prestabo, Sanpress Inox, Pexfit Pro, Megapress. Кроме того, компания производит поверхностные системы обогрева и охлаждения Fonterra. Наряду с трубопроводными системами Viega предлагает широкий выбор сантехнической арматуры: модули для навесной сантехники, кнопки смыва, душевые лотки, сифоны, канализационную арматуру.

## Награды
Продукты компании были удостоены ряда международных наград в области дизайна, в том числе премий Red Dot Design, IF Design, German Design, Design Plus Award и Focus Open. Владелец компании Viega получил Орден за заслуги Свободного Государства Тюрингии в 2014 году, а сама компания в 2010 году получила награды за подготовку управленческих кадров.

## Viega в России
Представительство Viega в России и странах СНГ было открыто в 1998 году. Решения Viega Group применяются для спортивных сооружений, гостиниц, больниц, учреждений образования, исторических зданий и в частном секторе.